# Бонфиљио (Трапани)
Бонфиљио је насеље у Италији у округу Трапани, региону Сицилија.
Према процени из 2011. у насељу је живело 25 становника. Насеље се налази на надморској висини од 92 м.